# Dewayne Perkins
Dewayne Perkins (nacido el 5 de noviembre de 1990) es un comediante, escritor, actor y productor estadounidense. Nacido y criado en Chicago, recibió entrenamiento de improvisación en The Second City y también trabajó para el iO Theatre. Su comedia stand-up fue recomendada por la revista Variety y el festival de comedia Just for Laughs. Ha aparecido en Wild 'n Out y The Upshaws. Perkins formó parte del equipo de redacción de The Break with Michelle Wolf, la nueva versión de Saves by the Bell y Brooklyn Nine-Nine, y es escritor de The Amber Ruffin Show, por la que fue nominado a un premio Primetime Emmy.

## Biografía
Perkins nació en Chicago, Illinois y se crio en South Side cerca de Marquette Park. Asistió a la Escuela Primaria Hearst y se graduó de la Escuela Secundaria Curie. Fue el primer estudiante varón afroamericano en recibir un Diploma de Bachillerato Internacional de su escuela secundaria.
Perkins desarrolló su interés por la interpretación a través de clases de improvisación y teatro musical en la escuela secundaria. Asistió a The Theatre School en la Universidad DePaul, pero fue cortado después de su primer año y cambió su especialización a cine y animación, donde su mejor amiga y compañera de escritura, Aasia Lashay Bullock, le presentó The Second City. Fueron contratados allí después de que un productor viera el programa original de él y Bullock Uncle Tom & Jerry Curl: A Black History Month Experience. Perkins recibió su licenciatura de DePaul.

## Carrera

### 2016-2019: Stand-up y guiones en televisión
Después de la universidad, Perkins continuó trabajando en Second City y como intérprete en el iO Theater, y fue miembro del trío de improvisación 3Peat. En 2016, escribió e interpretó Black Side of the Moon en el Woolly Mammoth Theatre de DC.
Dejó Second City en el 2017 para dedicarse al stand-up. Cuando hizo la transición al stand-up, afirmó que usar Twitter mejoró su escritura de chistes. Su trabajo frecuentemente cubre temas de identidad como su raza y sexualidad.
En abril de 2018, el sketch de 3Peat The Blackening se lanzó en línea en Comedy Central, sobre "un grupo de amigos negros que son perseguidos por un asesino en serie". El sketch se originó a partir de un sketch de un programa de variedades que Perkins produjo en Second City. Fue contratado para escribir la única temporada de The Break with Michelle Wolf en el 2018. Más tarde se mudó a Los Ángeles y se unió al equipo de redacción de la séptima temporada de Brooklyn Nine-Nine. En ambas salas de escritores, él era el único escritor negro.

### 2020-presente: producción en televisión yThe Blackening
En enero de 2020, se anunció que The Blackening se adaptaría a un largometraje, coescrito con Tracy Oliver y desarrollado por MRC Film y The Story Company. Dirigida por Tim Story y protagonizada por Perkins, Antoinette Robertson, Jermaine Fowler, Yvonne Orji y Jay Pharoah, la producción de la película terminó en diciembre de 2021. La película se estrenó en el TIFF en septiembre de 2022.
Perkins es escritor de The Amber Ruffin Show y también fue escritor del reinicio de Saved By the Bell, ambos lanzados en Peacock en 2020.
En junio de 2020, Perkins publicó un hilo de Twitter viral alegando racismo institucional durante su tiempo en The Second City. Él "criticó la renuencia de Second City a recaudar fondos para el movimiento Black Lives Matter sin apoyar también financieramente las causas relacionadas con la policía". Afirmó que él y otros artistas negros debían ver a un entrenador de dialectos para que sus voces habladas fueran más "apetecibles". Además, declaró en una entrevista con The New York Times que había escuchado a los directores usar insultos contra los negros y estaba traumatizado por su experiencia en general. Varios otros artistas negros respondieron al hilo. Al día siguiente, el copropietario de Second City, Andrew Alexander, renunció.
Perkins escribe y produce ejecutivamente la comedia de situación Chopped & Screwed para ABC en colaboración con Phoebe Robinson. El programa es una comedia de situación multicámara centrada en una barbería y un salón de belleza negros que deben unirse como una sola entidad para atender las necesidades superficiales y terapéuticas de sus clientes y la comunidad. En 2022 se anunció que Perkins produciría y escribiría Clue, una adaptación a serie de televisión animada basada en la película de 1985. Tim Story también es coproductor ejecutivo de la serie para Fox y Bento Box Entertainment.

## Vida personal
Perkins es homosexual.

## Filmografía

### Televisión
| Año          | Título                            | Papel    | Notas                                    | Ref.   |
| ------------ | --------------------------------- | -------- | ---------------------------------------- | ------ |
| 2012         | Los mal pagados                   | Jester   | 1 episodio                               |        |
| 2016         | Starving Artists                  | Él mismo | Serie web; también director y escritor   | [ 16 ] |
| 2017         | Wild 'n Out                       | Él mismo |                                          | [ 14 ] |
| 2018         | The Break with Michelle Wolf      | N/A      | Escritor                                 | [ 3 ]  |
| 2018         | 3Peat Presents: The Blackening    | Dewayne  | Cortometraje; también escritor           | [ 7 ]  |
| 2019         | Comedy Central Stand-Up Featuring | Él mismo | Especial de stand-up                     | [ 2 ]  |
| 2020–2021    | Brooklyn Nine-Nine                | N/A      | Escritor, productor                      | [ 2 ]  |
| 2020–2022    | Saved by the Bell                 | Ray      | Recurrente; también escritor y productor | [ 10 ] |
| 2020–present | The Amber Ruffin Show             | N/A      | Escritor                                 | [ 10 ] |
| 2021–present | The Upshaws                       | Hector   | Recurrente                               | [ 14 ] |
| TBA          | Chopped & Screwed                 |          | Escritor y productor ejecutivo           | [ 14 ] |
| TBA          | Clue                              |          | Escritor y productor ejecutivo           | [ 9 ]  |

### Películas
| Año  | Título                    | Papel   | Notas                       | Ref.   |
| ---- | ------------------------- | ------- | --------------------------- | ------ |
| 2012 | Roundabout American       | Policía |                             | [ 17 ] |
| 2014 | Animals                   | Peatón  |                             | [ 18 ] |
| 2015 | Followed                  | George  |                             | [ 19 ] |
| 2018 | The Bobby Roberts Project | Ray Jay |                             | [ 20 ] |
| 2022 | The Blackening            | Dewayne | También escritor, productor | [ 8 ]  |
| 2025 | One of Them Days          | Jameel  |                             | [ 21 ] |